# CheMin

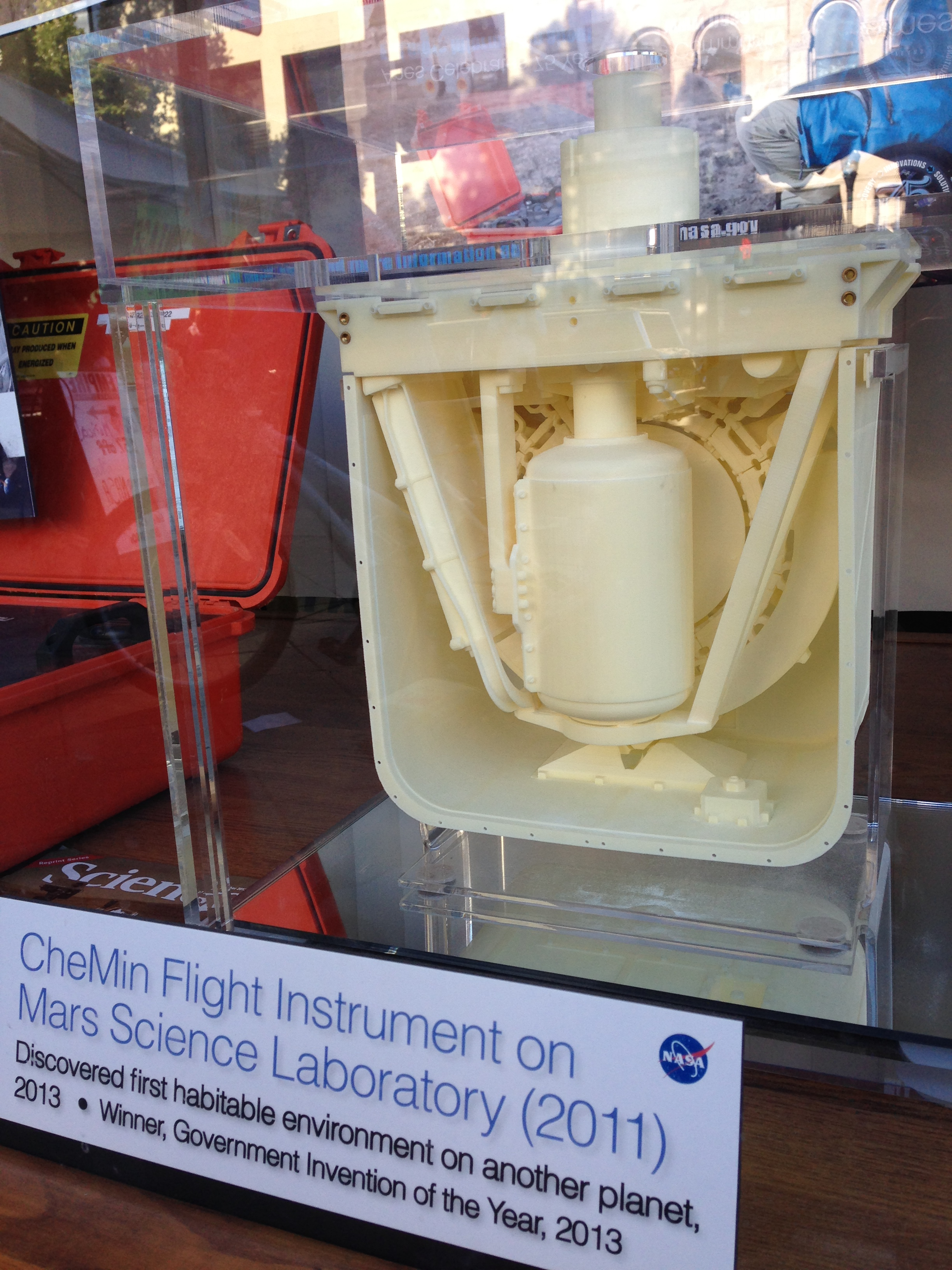
El CheMin en una exposición

CheMin, abreviatura de Química y Mineralogía, es un instrumento ubicado en el interior del rover Curiosity que está explorando la superficie del Cráter Gale en Marte.
CheMin identifica y cuantifica los minerales presentes en las rocas y el suelo que le entrega el brazo robótico del rover. Al determinar la mineralogía en rocas y suelos, CheMin evalúa la participación del agua en su formación, depósito o alteración. Además, los datos de CheMin son útiles en la búsqueda de posibles biosignaturas minerales, fuentes de energía para la vida o indicadores para entornos habitables pasados.